# Кульон аляскинський
Кульон аляскинський (Numenius tahitiensis) — вид сивкоподібних птахів родини баранцевих (Scolopacidae).

## Поширення
Кульон аляскинський гніздиться на Алясці. Відомо дві гніздових субпопуляції — в нижній частині річки Юкон і на півострові Сьюард. На зимівлю мігрує на острови Океанії.
Гніздиться в чагарниковій тундрі на висоті 100—350 м протягом травня-липня. Особи збираються в дельті Юкона у серпні та мігрують на південь, здебільшого оминаючи північно-західні Гавайські острови, досягаючи суші пролетівши без зупинки понад 6000 км. Вид зимує на коралових рифах, піщаних пляжах, літоральних рівнинах, скелястих берегах, у пальмових лісах і густому рослинному підліску.

## Опис
Птах має довгий загнутий дзьоб і щетинисте пір'я біля основи ніг. Його довжина становить близько 40-44 см, а розмах крил близько 84 см (самиці в середньому більші за самців). Верхня частина тіла має коричневі плями зі світлим черевом і іржастим або пухнастим хвостом. Більші вохристі плями на верхній частині тулуба, світлий живіт, блідо-вохристий круп.

## Спосіб життя
Харчується різноманітною рослинністю, такою як квіти та ягоди, а також комахами, морськими мешканцями, пташиними яйцями, які вони розбивають камінням.
Гнізда будує в поглибленнях землі і вистилає тундровим мохом. Яйця зеленуваті з коричневими плямами, в кладці є чотири яйця і один виводок за сезон. Інкубація триває близько 24 днів. Дорослі залишають своїх пташенят у віці приблизно п'яти тижнів, щоб мігрувати на південь.